# František Ševčík
František Ševčík, född 11 januari 1942 i Vilémovice, död 22 juli 2017 i Brno, var en tjeckoslovakisk ishockeyspelare.
Han blev olympisk silvermedaljör i ishockey vid vinterspelen 1968 i Grenoble.